# Ocean Springs
Ocean Springs ist eine Stadt innerhalb des Jackson County, Mississippi in den Vereinigten Staaten. Ocean Springs ist Teil der Metropolregion Gulfport–Biloxi–Pascagoula. Das U.S. Census Bureau hat bei der Volkszählung 2020 eine Einwohnerzahl von 18.429 ermittelt.
Die Stadt hat einen Ruf als Künstlergemeinde. Die historische Innenstadt beherbergt mehrere Kunstgalerien und Geschäfte.

## Geschichte
Die Besiedlung von Fort Maurepas oder Old Biloxi im kolonialen Louisiana (Neufrankreich) begann im April 1699 im heutigen Ocean Springs unter der Autorität von König Ludwig XIV als Fort Maurepas von Pierre Le Moyne d’Iberville. Es war der erste permanente französische Außenposten in Französisch-Louisiana und wurde als Stützpunkt errichtet, um spanische Übergriffe auf Frankreichs koloniale Ansprüche zu verhindern. Der Stützpunkt wurde bis ins frühe 18. Jahrhundert beibehalten.
Der Name Ocean Springs wurde von Dr. William Glover Austin im Jahr 1854 geprägt. Er glaubte, dass die örtlichen Quellen heilende Eigenschaften hätten. Ocean Springs wurde zu einem wohlhabenden Ferienort und erfand sich nach einigen Jahren als historisch orientierte Wohngemeinde neu. Die Geschichte der Stadt wird alljährlich in Inszenierungen gefeiert, die die Landung von d’Iberville in der Nähe einer Nachbildung von Fort Maurepas darstellen. Die Behörden hatten John Egan vor dem Bürgerkrieg die Genehmigung erteilt, in der Nähe dieses alten Forts am Fuße der Jackson Avenue einen öffentlichen Kai zu errichten und zu betreiben.
Von der Kolonialzeit bis zum heutigen Tag ist die Stadt für ihre Meeresfrüchte bekannt. Der Reichtum an Meeresfrüchten ermöglichte es französischen und französisch-kanadischen Entdeckern und Siedlern, sich in der Gegend von Fort Maurepas/Old Biloxi eine Lebensgrundlage aufzubauen. Im späten neunzehnten Jahrhundert steigerte die Errichtung von Fischverarbeitungsfabriken entlang der Küste den Verkauf von Meeresfrüchten. Dank dieser blühenden Industrie können Einheimische und Touristen auch heute noch frische Garnelen, Fische, Krabben und Austern kaufen.
Ocean Springs stand nach den Zerstörungen des Hurrikans Katrina am 29. August 2005 im internationalen Rampenlicht. Die Stadt, Teil der Golfküste von Mississippi, die direkt vom Sturm getroffen wurde, erlitt erhebliche Schäden. Die Biloxi-Ocean Springs-Brücke, Teil des Highway 90 entlang des Strandes, wurde zerstört und war ein weithin verbreitetes visuelles Zeugnis der Auswirkungen des Hurrikans. 2007 wurde an ihrer Stelle eine neue Brücke eröffnet, welche Ocean Springs mit dem 2 Kilometer entfernten Biloxi verbindet.

## Klima
Die Stadt wird als mit einem subtropischen Klima klassifiziert. Dies bedeutet eine heiße, feuchte Monsunzeit, die im späten Frühjahr beginnt und im Frühherbst endet, mit häufigen Nachmittags- und Abendgewittern mit sintflutartigen Regengüssen, wobei die Gewitter in der Regel nicht lange andauern, aber stark oder sogar heftig sein können. Das Gebiet ist auch anfällig für tropische Wirbelstürme und Hurrikane.

## Demografie
Nach der Schätzung von 2019 leben in Ocean Springs 17.862 Menschen. Die Bevölkerung teilte sich im selben Jahr auf in 82,6 % Weiße, 6,9 % Afroamerikaner, 3,7 % Asiaten und 4,1 % mit zwei oder mehr Ethnizitäten. Hispanics oder Latinos aller Ethnien machten 7,7 % der Bevölkerung aus. Das mittlere Haushaltseinkommen lag bei 58.713 US-Dollar und die Armutsquote bei 10,2 %.

## Söhne und Töchter der Stadt
- Jai Johanny Johanson (* 1944), Schlagzeuger
- Jean M. Redmann (* 1955), Schriftstellerin
- Eric L. Harry (* 1958), Autor und Anwalt